# John Pegram (Politiker)
John Pegram (* 16. November 1773 im Dinwiddie County, Colony of Virginia; † 8. April 1831 ebenda) war ein US-amerikanischer Politiker. In den Jahren 1818 und 1819 vertrat er den Bundesstaat Virginia im US-Repräsentantenhaus.

## Werdegang
John Pegram wurde auf dem Anwesen Bonneville im Dinwiddie County geboren. Er besuchte die öffentlichen Schulen seiner Heimat und bekleidete danach einige lokale Ämter. Gleichzeitig schlug er als Mitglied der Demokratisch-Republikanischen Partei eine politische Laufbahn ein. Zwischen 1797 und 1801 sowie nochmals von 1813 bis 1815 saß er im Abgeordnetenhaus von Virginia. Außerdem war er in den Jahren 1804 bis 1808 Mitglied des Staatssenats. Während des Britisch-Amerikanischen Kriegs von 1812 fungierte Pegram als Generalmajor der Staatsmiliz von Virginia.
Nach dem Tod des Abgeordneten Peterson Goodwyn wurde Pegram bei der fälligen Nachwahl für den 19. Sitz von Virginia als dessen Nachfolger in das US-Repräsentantenhaus in Washington, D.C. gewählt, wo er am 21. April 1818 sein neues Mandat antrat. Bis zum 3. März 1819 konnte er dort die laufende Legislaturperiode beenden. Im April 1821 wurde Pegram zum US Marshal für das östliche Virginia ernannt.
Die Umstände seines Todes sind ungeklärt. Laut seiner Biographie beim Kongress starb er am 8. April 1831 bei einem Schiffsbrand auf dem Ohio River; seine Leiche sei nie gefunden worden. Nach anderen Quellen handelte es sich bei dem Todesopfer auf dem Ohio um seinen Sohn James. Demnach starb John Pegram am 8. April 1831 auf seinem Anwesen im Dinwiddie County und wurde auf der dortigen Familienplantage beigesetzt.